# Isabelle Magnien
Pour les articles homonymes, voir Magnien (homonymie).
Isabelle Magnien, née le 10 octobre 1966, est une judokate française.

## Biographie
Aux Championnats d'Europe par équipes de judo, elle est médaillée d'or en 1997 et médaillée d'argent en 1994. Elle est médaillée d'or des moins de 56 kg aux Jeux de la Francophonie de 1994 et aux Jeux méditerranéens de 1997. Au niveau national, elle est sacrée championne de France des moins de 56 kg de 1992 à 1995.